# آقا رحیم اوبا
آقا رحیم اوبا (به ترکی آذربایجانی: Ağarəhimoba) یک منطقه مسکونی در جمهوری آذربایجان است که در شهرستان خاچماز و در دهیاری قاداش اوبا واقع شده‌است.